# Авелину-Лопис

Авелину-Лопис на карте штата.

Авелину-Лопис (порт. Avelino Lopes) — муниципалитет в Бразилии, входит в штат Пиауи. Составная часть мезорегиона Юго-запад штата Пиауи. Входит в экономико-статистический микрорегион Шападас-ду-Эстрему-Сул-Пиауиенси. Население составляет 11 067 человек на 2010 год. Занимает площадь 1305,522 км². Плотность населения — 8,48 чел./км².

## Демография
Согласно сведениям, собранным в ходе переписи 2010 г. Национальным институтом географии и статистики (IBGE), население муниципалитета составляет:
| Полное население                               | Полное население                               | Полное население                               | Полное население                               | 11 067 |
| ---------------------------------------------- | ---------------------------------------------- | ---------------------------------------------- | ---------------------------------------------- | ------ |
| в том числе:                                   | Городское население                            | 6714                                           | Процент городского населения, %                | 60,67  |
|                                                | Сельское население                             | 4353                                           | Процент сельского населения, %                 | 39,33  |
|                                                | Мужское население                              | 5581                                           | Процент мужского населения, %                  | 50,43  |
|                                                | Женское население                              | 5486                                           | Процент женского населения, %                  | 49,57  |
| Плотность населения, чел/км²                   | Плотность населения, чел/км²                   | Плотность населения, чел/км²                   | Плотность населения, чел/км²                   | 8,48   |
| Население муниципалитета в % к населению штата | Население муниципалитета в % к населению штата | Население муниципалитета в % к населению штата | Население муниципалитета в % к населению штата | 0,35   |

По данным оценки 2016 года, население муниципалитета составляет 11 433 жителя.

## Статистика
- Валовой внутренний продукт на 2003 год составляет 12 497 380,00 реалов (данные: Бразильский институт географии и статистики).
- Валовой внутренний продукт на душу населения на 2003 год составляет 1242,41 реалов (данные: Бразильский институт географии и статистики).
- Индекс развития человеческого потенциала на 2000 год составляет 0,574 (данные: Программа развития ООН).